# Dorian Finney-Smith
Dorian Lawrence Finney-Smith (Portsmouth, Virginia, 4 de mayo de 1993) es un baloncestista estadounidense que pertenece a la plantilla de los Houston Rockets de la NBA. Con 2,01 metros de estatura, juega en la posición de alero.

## Trayectoria deportiva

### Universidad
Jugó una temporada con los Hokies del Instituto Politécnico y Universidad Estatal de Virginia, en las que promedió 6,3 puntos, 7,0 rebotes y 1,9 asistencias por partido, que le sirvieron para ser incluido en el mejor quinteto de jugadores de primer año de la ACC.
En 2012 fue transferido a los Gators de la Universidad de Florida, viéndose forzado a pernanecer un año sin jugar debido a las normas de la NCAA. En su nueva universidad disputó tres temporadas más, en las que promedió 12,1 puntos, 7,1 rebotes y 1,9 asistencias por partido, siendo elegido en 2014 mejor sexto hombre de la Atlantic Coast Conference, y las dos temporadas siguientes incluido en el segundo mejor quinteto de la conferencia.

### Profesional
Tras no ser elegido en el Draft de la NBA de 2016, fichó por los Dallas Mavericks, con los que disputó las ligas de verano.
El 11 de julio de 2019, renueva con los Mavericks por 3 años y $12 millones.
En su cuarto año, el 8 de agosto de 2020, en la "burbuja" de Orlando, consigue 27 puntos ante Milwaukee Bucks.
Durante el trascurso de su sexta temporada en Dallas, el 11 de febrero de 2022, acuerda una extensión de contrato con los Mavs por 4 años y $55 millones. El 30 de marzo consigue la mejor anotación de su carrera con 28 puntos ante Cleveland Cavaliers.
En medio de su séptima temporada con los Mavs, el 5 de febrero de 2023 es traspasado, junto a Spencer Dinwiddie a Brooklyn Nets, a cambio de Kyrie Irving y Markieff Morris.
El 29 de diciembre de 2024 fue traspasado a Los Angeles Lakers junto con Shake Milton a cambio de D’Angelo Russell, Maxwell Lewis y tres futuras segundas rondas del Draft.
A finales de junio de 2025 no acepta su opción de jugador con los Lakers y se convierte en agente libre. Al día siguiente firma con Houston Rockets por cuatro temporadas y $53 millones.

## Estadísticas de su carrera en la NBA

### Temporada regular
| Año     | Equipo      | PJ  | PT  | MPP  | %TC  | %3P  | %TL  | RPP | APP | ROB | TPP | PPP  |
| ------- | ----------- | --- | --- | ---- | ---- | ---- | ---- | --- | --- | --- | --- | ---- |
| 2016-17 | Dallas      | 81  | 35  | 20.3 | .372 | .293 | .754 | 2.7 | .8  | .6  | .3  | 4.3  |
| 2017-18 | Dallas      | 21  | 13  | 21.3 | .380 | .299 | .733 | 3.6 | 1.2 | .5  | .2  | 5.9  |
| 2018-19 | Dallas      | 81  | 26  | 24.5 | .432 | .311 | .709 | 4.8 | 1.2 | .9  | .4  | 7.5  |
| 2019-20 | Dallas      | 71  | 68  | 29.9 | .466 | .376 | .722 | 5.7 | 1.6 | .6  | .5  | 9.5  |
| 2020-21 | Dallas      | 60  | 60  | 32.0 | .472 | .394 | .756 | 5.4 | 1.7 | .9  | .4  | 9.8  |
| 2021-22 | Dallas      | 80  | 80  | 33.1 | .471 | .395 | .675 | 4.7 | 1.9 | 1.1 | .5  | 11.0 |
| 2022-23 | Dallas      | 40  | 40  | 32.2 | .416 | .355 | .750 | 4.7 | 1.5 | 1.0 | .5  | 9.1  |
| 2022-23 | Brooklyn    | 26  | 26  | 27.7 | .351 | .306 | .789 | 4.9 | 1.6 | .7  | .6  | 7.2  |
| 2023-24 | Brooklyn    | 68  | 56  | 28.5 | .421 | .348 | .717 | 4.7 | 1.6 | .8  | .6  | 8.5  |
| 2024-25 | Brooklyn    | 20  | 20  | 29.0 | .459 | .435 | .625 | 4.6 | 1.6 | .9  | .6  | 10.4 |
| 2024-25 | L.A. Lakers | 43  | 20  | 28.8 | .442 | .398 | .714 | 3.6 | 1.4 | .9  | .3  | 7.9  |
| Total   | Total       | 591 | 444 | 28.0 | .436 | .362 | .718 | 4.5 | 1.4 | .8  | .4  | 8.3  |

### Playoffs
| Año   | Equipo      | PJ | PT | MPP  | %TC  | %3P  | %TL  | RPP | APP | ROB | TPP | PPP  |
| ----- | ----------- | -- | -- | ---- | ---- | ---- | ---- | --- | --- | --- | --- | ---- |
| 2020  | Dallas      | 6  | 6  | 31.8 | .442 | .367 | .800 | 5.7 | 3.2 | 1.2 | .5  | 10.2 |
| 2021  | Dallas      | 7  | 7  | 38.7 | .406 | .432 | .800 | 6.6 | 2.1 | 1.1 | .3  | 10.3 |
| 2022  | Dallas      | 18 | 18 | 38.2 | .471 | .426 | .708 | 5.5 | 1.9 | .9  | .4  | 11.7 |
| 2023  | Brooklyn    | 4  | 4  | 25.1 | .391 | .412 | —    | 4.5 | .8  | .8  | .5  | 6.3  |
| 2025  | L.A. Lakers | 5  | 1  | 34.0 | .414 | .368 | —    | 4.2 | 2.6 | .2  | .4  | 6.2  |
| Total | Total       | 40 | 36 | 35.5 | .443 | .412 | .735 | 5.5 | 2.1 | .9  | .4  | 10.0 |

## Vida personal
En 1995, su padre, Elbert Smith Jr. y Diefen McGann intentaban cobrar una deuda a Willie Anderson II, llevando consigo un arma para intimidarlo. Se produjo una refriega en la que Anderson intentó hacerse con el arma de McGann. Smith dijo que se abalanzó hacia Anderson con un cuchillo, entonces McGann disparó entonces tres veces contra Anderson, matándolo.
Tanto Smith como McGann fueron acusados de asesinato en primer grado, aunque McGann se declaró culpable de homicidio voluntario y cumplió cinco años de prisión.
El abogado de Smith le recomendó que no aceptara el acuerdo, ya que no fue él quien disparó, y que llevara el caso a juicio, donde Smith fue declarado culpable de asesinato en segundo grado. Esas condenas conllevaban una pena de prisión de 44 años. Por lo que, la mayor parte de la vida de Dorian, su padre ha estado en la cárcel.
En julio de 2023, la Junta de Libertad Condicional de Virginia le concedió la libertad condicional tras cumplir más de 28 años de prisión. Este proceso se llevó a cabo gracias a la colaboración de los Dallas Mavericks que apoyó durante el proceso.